# Salamat Sara
Salamat Sara (em persa: سلامت سرا, também romanizada como Salāmat Sarā) é uma aldeia do distrito rural de Kelarabad, no condado de Abbasabad, da província de Mazandaran, Irã.
No censo de 2006, sua população era de 258 habitantes, em 68 famílias.